# L'Appel du bled
Pour plus de détails, voir Fiche technique et Distribution.
L'Appel du bled est un film français réalisé par Maurice Gleize, sorti en 1942.

## Fiche technique
- Titre : L'Appel du bled
- Autre titre : Femmes de bonne volonté
- Réalisation : Maurice Gleize
- Scénario et dialogues : Maurice Gleize
- Photographie : Jean Bachelet
- Son : Jean Putel
- Décors : Jean Perrier
- Musique : René Sylviano
- Production : Générale Française Cinématographique
- Pays d'origine :  France
- Genre : Drame
- Durée : 90 minutes
- Date de sortie : 
  - France : 18 octobre 1942
- Affiche : Roger Cartier (France)

## Distribution
- Madeleine Sologne
- Gabrielle Dorziat
- Jean Marchat
- Pierre Renoir
- Pierre Magnier
- Jacques Baumer
- Yves Deniaud
- Raymond Aimos
- Lucien Walter

## À propos du film
- « L'Appel du Bled (1942) se place dans la pure tradition du discours colonial du nouveau régime : la rédemption de la nation par le colonial ! » (Culture coloniale en France. De la Révolution française à nos jours, sous la direction de Pascal Blanchard, Sandrine Lemaire et Nicolas Bancel, CNRS éditions, 2008, p. 379)